# Màlie Kriuki
Màlie Kriuki (en rus: Малые Крюки) és un poble de l'óblast de Kursk, a Rússia, que en el cens del 2010 tenia 393 habitants. Pertany al districte rural d'Oboian.